# 格羅赫峰 (萊沙)
62°04′17″N 8°06′36″E / 62.07139°N 8.11000°E
格羅赫峰是挪威的山峰，位於該國東南部內陸郡，處於萊沙，距離首都奧斯陸280公里，海拔高度1,850米，鄰近地區屬丘陵地勢，受凍原氣候影響。